# Kotélnikovo
Kotélnikovo (ruso: Коте́льниково) es una ciudad rusa, capital del raión homónimo en la óblast de Volgogrado.
En 2021, la ciudad tenía una población de 22 016 habitantes. En su territorio no hay pedanías.
Se ubica a orillas del río Aksái Kurmoyarski, unos 180 km al suroeste de Volgogrado sobre la carretera 18K-1 que lleva a Salsk.

## Historia
Fue fundado en 1897 como poblado ferroviario, al abrirse aquí una estación en la línea de ferrocarril de Tsaritsyn a Salsk. Originalmente, el poblado se denominó "Nikoláyevski" (Николаевский), pero en pocos años adoptó el topónimo "Kotélnikovskaya" (Котельниковская) en referencia al nombre del jútor más cercano, cuyo primer colono se apellidaba Kotélnikov. Sus primeros habitantes eran principalmente cosacos del Don, por lo que el poblado ferroviario adoptó el título de stanitsa. La Unión Soviética le dio en 1928 el estatus de capital distrital, al definirse los raiones del krai del Bajo Volga, y en 1929 el de asentamiento de tipo urbano, cambiando ese mismo año su topónimo a "Kotélnikovski" (Котельниковский). En aquella época tenía ya siete mil habitantes, como consecuencia de sus buenas comunicaciones.
En la Gran Guerra Patria, la estación ferroviaria se convirtió en un punto estratégico para las tropas alemanas, y en el aeródromo de la localidad se estableció la Escadrila Albă, un escuadrón de ambulancias aéreas pilotadas por mujeres rumanas. El área tuvo un papel clave en la batalla de Stalingrado de 1942, pues Kotélnikovski fue uno de los principales lugares desde donde Erich von Manstein intentó enviar tropas de refuerzo a los alemanes atrapados en la capital regional, en el marco de la operación Wintergewitter (conocida por los soviéticos como "operación Kotélnikovskaya"); este movimiento alemán fue detenido por los soviéticos en la operación Saturno. En 1955, la localidad adoptó el estatus de ciudad y su actual topónimo.